# Кац, Арон Давидович
Аро́н Дави́дович Кац (12 мая 1901, местечко Рясны, Чаусский уезд, Могилёвская губерния, Российская империя (ныне деревня Расно Дрибинского района Могилевской области) — 10 сентября 1971, Москва) — генерал-майор инженерно-танковой службы Советской Армии (1943).

## Биография
Родился в бедной еврейской семье ремесленника. В Красной Армии с 1919 года. Участник Гражданской войны (1919—1920).
В 1925 году окончил Военно-инженерную академию.
В годы Великой Отечественной войны помощник командира механизированного корпуса по технической части, затем в 1942—1944 годах — начальник управления Главного управления формирования войск Красной Армии. Сыграл одну из главных ролей в мобилизации, формировании и комплектовании Вооруженных Сил СССР.
После войны начальник управления Народного комиссариата (Министерства) тяжёлого машиностроения.
В 1947 году уволен в отставку.
В 1950 году был арестован и осужден как член Еврейского антифашистского комитета. Был освобожден и реабилитирован в 1956 году.
Похоронен на Введенском кладбище (29 уч.).

## Награды
орден Ленина,
орден Красного Знамени,
орден Отечественной войны 1-й степени,
орден Красной Звезды,
медали.